# Ashes Tour 2013
Die Ashes Tour 2013 war die Tour der australischen Cricket-Nationalmannschaft die die 67. Austragung der Ashes beinhaltete und wurde zwischen dem 10. Juli und 25. August 2013. Die Ashes Series 2013 selbst wurde in Form von fünf Testspielen zwischen England und Australien ausgetragen. Austragungsorte waren jeweils englische Stadien. Die Tour beinhaltete neben der Testserie eine Reihe weitere Spiele zwischen den beiden Mannschaften im Sommer 2013. Die Testserie wurde von England mit 3:0 gewonnen, die ODI-Serie gewann Australien mit 2:1 und die Twenty20 Serie endete unentschieden.

## Vorgeschichte

### Terminierung und Stadienwahl
Im Januar 2011 wurde beschlossen das im Jahr 2013 zwei Ashes Series auszutragen werden um Konflikten mit dem Cricket World Cup 2015 in Australien aus dem Weg zu gehen. Die Stadien wurden im September 2011 bekanntgegeben, wobei vor allem das etablierte Edgbaston das nachsehen hatte. Die endgültige Terminierung erfolgte im Juni 2012.

### Frühjahr
Sowohl Australien als auch England bestritten im Frühjahr jeweils eine Tour. Australien spielte im Februar und März in Indien vier Tests, wobei alle gegen den Gastgeber verloren wurden. England bestritt zu Hause gegen Neuseeland neben Tests auch ODIs und Twenty20 Spiele. Dabei gewann England die beiden Test Matches, verlor jedoch die ODI Serie 1:2.

### Champions Trophy
Im Juni fand in England und Wales die ICC Champions Trophy statt. Australien verlor in der Vorrunde gegen England und Sri Lanka und schied als Gruppenletzter aus. England wurde in gleicher Gruppe erster und konnte sich nach einem Sieg im Halbfinale gegen Südafrika für das Finale qualifizieren. Dort verlor die Mannschaft gegen Indien mit 5 Runs.

## Stadien
Die folgenden Stadien wurden für die Tour als Austragungsort vorgesehen und am 22. September 2013 festgelegt.
| Stadion                     | Stadt             | Kapazität | Spiele          |
| --------------------------- | ----------------- | --------- | --------------- |
| Edgbaston Cricket Ground    | Birmingham        | 24.803    | 3. ODI          |
| Sophia Gardens              | Cardiff           | 15.643    | 4. ODI          |
| Emirates Durham             | Chester-le-Street | 17.000    | 4. Test; 2. T20 |
| Trent Bridge                | Nottingham        | 15.350    | 1. Test         |
| Headingley Stadium          | Leeds             | 17.000    | 1. ODI          |
| The Oval                    | London            | 23.500    | 5. Test         |
| Lord’s Cricket Ground       | London            | 30.000    | 2. Test         |
| Old Trafford Cricket Ground | Manchester        | 19.000    | 3. Test; 2. ODI |
| Rose Bowl                   | Southampton       | 6.500     | 1. T20; 5. ODI  |

## Kader
Der Kader der australischen Mannschaft für die Testspiele wurde am 24. April 2013 bekanntgegeben. Nachnominierungen fanden während der Serie statt. Die Teams für die ODI- und Twenty20 Serie wurden am 15. August 2013 bekanntgegeben. England gab für den ersten Test am 6. Juli die Mannschaft bekannt. Nachnominierungen fanden während der Serie statt. Die Teams für die ODI-Serie wurde am 27. August 2013 bekanntgegeben, für die Twenty20 Serie am 19. August 2013.

### Kaderlisten
| Test | Test | ODI | ODI | Twenty20 | Twenty20 |
| England | Australien | England | Australien | England | Australien |
| --- | --- | --- | --- | --- | --- |
| - Alastair Cook (K) - James Anderson - Jonny Bairstow - Ian Bell - Tim Bresnan - Stuart Broad - Steven Finn - Simon Kerrigan - Graham Onions - Monty Panesar - Kevin Pietersen - Matt Prior (wk) - Joe Root - Graeme Swann - James Taylor - Chris Tremlett - Jonathan Trott - Chris Woakes | - Michael Clarke (K) - Brad Haddin (VK & wk) - Ashton Agar - Jackson Bird - Ed Cowan - James Faulkner - Ryan Harris - Phillip Hughes - Usman Khawaja - Nathan Lyon - James Pattinson - Chris Rogers - Peter Siddle - Steve Smith - Mitchell Starc - Matthew Wade (wk) - David Warner - Shane Watson | - Eoin Morgan (K) - Ravi Bopara - Jos Buttler - Michael Carberry - Steven Finn - Chris Jordan - Jamie Overton - Kevin Pietersen - Boyd Rankin - Joe Root - Ben Stokes - James Tredwell - Jonathan Trott - Luke Wright | - Michael Clarke (K) - Fawad Ahmed - George Bailey - Nathan Coulter-Nile - James Faulkner - Aaron Finch - Josh Hazlewood - Phillip Hughes - Mitchell Johnson - Shaun Marsh - Glenn Maxwell - Clint McKay - Adam Voges - Matthew Wade - Shane Watson | - Stuart Broad (K) - Ravi Bopara - Danny Briggs - Jos Buttler - Michael Carberry - Jade Dernbach - Steven Finn - Alex Hales - Michael Lumb - Eoin Morgan - Boyd Rankin - Joe Root - James Tredwell - Luke Wright | - George Bailey (K) - Fawad Ahmed - Michael Clarke - Nathan Coulter-Nile - James Faulkner - Aaron Finch - Josh Hazlewood - Phillip Hughes - Mitchell Johnson - Shaun Marsh - Glenn Maxwell - Clint McKay - Steve Smith - Mitchell Starc - Adam Voges - Matthew Wade (wk) - David Warner - Shane Watson |

## Tour Matches
| 26. – 29. Juni Scorecard | Taunton | Somerset 320 (86.1) & 260 (68)   | – | Australians 321-5d (75.1) & 263-4 (63.5) |
|                          |         | Australien gewinnt mit 6 Wickets |   |                                          |

| 2. – 5. Juli Scorecard | Worcester | Australians 396-4d (97.3) & 344-5d (55) | – | Worcestershire 284 (92.1) & 274-5 (96) |
|                        |           | Remis                                   |   |                                        |

| 26. – 28. Juli Scorecard | Hove | Australians 366-5d (94.4) & 152-2d (44) | – | Sussex 368-7 (100) |
|                          |      | Remis                                   |   |                    |

Die Overzahl war auf 100 begrenzt.
| 16. – 17. August Scorecard | Northampton | England Lions 269-7d (77) | – | Australians 227-6 (68) |
|                            |             | Remis                     |   |                        |

### ODI in Schottland
| 3. September Scorecard | Edinburgh | Australien 362-3 (50)           | – | Schottland 162 (43.5) |
|                        |           | Australien gewinnt mit 200 Runs |   |                       |

### ODI in Irland
| 3. September Scorecard | Malahide | Irland 269-7 (50)             | – | England 274-4 (43) |
|                        |          | England gewinnt mit 6 Wickets |   |                    |

## Tests

### Erster Test in Nottingham
| 10. – 14. Juli Scorecard | Nottingham | England 215 (59) & 375 (149.5) | – | Australien 280 (64.5) & 296 (110.5) |
|                          |            | England gewinnt mit 14 Runs    |   |                                     |

### Zweiter Test auf dem London (Lord’s)
| 18. – 22. Juli Scorecard | London (Lord’s) | England 361 (100.1) & 349-7d (114.1) | – | Australien 128 (53.3) & 235 (90.3) |
|                          |                 | England gewinnt mit 347 Runs         |   |                                    |

### Dritter Test in Manchester
| 1. – 5. August Scorecard | Manchester | Australien 527-7d (146) & 172-7d (36) | – | England 368 (139.3) & 37-3 (20.3) |
|                          |            | Remis                                 |   |                                   |

### Vierter Test in Chester-le-Street
| 9. – 13. August Scorecard | Chester-le-Street | England 238 (92) & 330 (95.1) | – | Australien 270 (89.3) & 224 (68.3) |
|                           |                   | England gewinnt mit 74 Runs   |   |                                    |

### Fünfter Test im London (Oval)
| 21. – 25. August Scorecard | London (Oval) | Australien 492-9d (128.5) & 111-6d (23) | – | England 377 (144.4) & 206-5 (40) |
|                            |               | Remis                                   |   |                                  |

## Twenty 20 International

### Erstes Twenty20 in Southampton
| 29. August Scorecard | Southampton | Australien 248-6 (20)          | – | England 209-6 (20) |
|                      |             | Australien gewinnt mit 39 Runs |   |                    |

### Zweites Twenty20 in Chester-le-Street
| 31. August Scorecard | Chester-le-Street | England 195-5 (20)          | – | Australien 168-9 (20) |
|                      |                   | England gewinnt mit 27 Runs |   |                       |

## One-Day International

### Erstes ODI in Leeds
| 6. September Scorecard | Leeds | England         | – | Australien |
|                        |       | Match Abandoned |   |            |

Auf Grund von Regen konnte das Spiel nicht ausgetragen werden.

### Zweites ODI in Manchester
| 8. September Scorecard | Manchester | Australien 315-7 (50)          | – | England 227 (44.2) |
|                        |            | Australien gewinnt mit 88 Runs |   |                    |

### Drittes ODI in Birmingham
| 11. September Scorecard | Birmingham | England 59-3 (15.1) | – | Australien |
|                         |            | No Result           |   |            |

Das Spiel musste auf Grund von Regen abgebrochen werden.

### Viertes ODI in Cardiff
| 14. September Scorecard | Cardiff | Australien 227 (48.2)         | – | England 231-7 (49.3) |
|                         |         | England gewinnt mit 3 Wickets |   |                      |

### Fünftes ODI in Southampton
| 16. September Scorecard | Southampton | Australien 298 (49.1)          | – | England 249 (48) |
|                         |             | Australien gewinnt mit 49 Runs |   |                  |

## Statistiken
Die folgenden Cricketstatistiken wurden bei dieser Tour erzielt.
| Tests           | Tests      | Tests   | Tests   | Tests   | Tests   | Tests   | Tests   | Tests   |
| Batting         | Batting    | Batting | Batting | Batting | Batting | Batting | Batting | Batting |
| Spieler         | Mannschaft | Spiele  | Innings | Runs    | Average | HS      | 100s    | 50s     |
| --------------- | ---------- | ------- | ------- | ------- | ------- | ------- | ------- | ------- |
| Ian Bell        | England    | 5       | 10      | 562     | 62,44   | 113     | 3       | 2       |
| Shane Watson    | Australien | 5       | 10      | 418     | 41,80   | 176     | 1       | 1       |
| Kevin Pietersen | England    | 5       | 10      | 388     | 38,80   | 113     | 1       | 3       |
| Michael Clarke  | Australien | 5       | 10      | 381     | 47,62   | 187     | 1       | 1       |
| Chris Rogers    | Australien | 5       | 9       | 367     | 40,77   | 110     | 1       | 2       |
| Bowling         |            |         |         |         |         |         |         |         |
| Spieler         | Mannschaft | Spiele  | Overs   | Wickets | Average | BBI     | 5W      | 10W     |
| Graeme Swann    | England    | 5       | 249     | 26      | 29,03   | 5/44    | 2       | 0       |
| Ryan Harris     | Australien | 4       | 162.1   | 24      | 19,58   | 7/117   | 2       | 0       |
| Stuart Broad    | England    | 5       | 185.5   | 22      | 27,45   | 6/50    | 2       | 1       |
| James Anderson  | England    | 5       | 205.4   | 22      | 29,59   | 5/73    | 2       | 1       |
| Peter Siddle    | Australien | 5       | 189.5   | 17      | 31,58   | 5/50    | 1       | 0       |

| ODIs             | ODIs       | ODIs    | ODIs    | ODIs    | ODIs    | ODIs    | ODIs    | ODIs    |
| Batting          | Batting    | Batting | Batting | Batting | Batting | Batting | Batting | Batting |
| Spieler          | Mannschaft | Spiele  | Innings | Runs    | Average | HS      | 100s    | 50s     |
| ---------------- | ---------- | ------- | ------- | ------- | ------- | ------- | ------- | ------- |
| Michael Clarke   | Australien | 4       | 3       | 202     | 67,33   | 105     | 1       | 1       |
| Shane Watson     | Australien | 4       | 3       | 187     | 62,33   | 143     | 1       | 0       |
| Jos Buttler      | England    | 4       | 3       | 182     | 91,00   | 75      | 0       | 2       |
| George Bailey    | Australien | 4       | 3       | 173     | 57,66   | 87      | 0       | 2       |
| Eoin Morgan      | England    | 4       | 4       | 142     | 47,33   | 54      | 0       | 2       |
| Bowling          |            |         |         |         |         |         |         |         |
| Spieler          | Mannschaft | Spiele  | Overs   | Wickets | Average | BBI     | 5W      | 10W     |
| Clint McKay      | Australien | 4       | 33.2    | 7       | 23,28   | 4/39    | 0       | 0       |
| Ben Stokes       | England    | 4       | 29      | 6       | 28,16   | 5/61    | 1       | 0       |
| Boyd Rankin      | England    | 4       | 29.1    | 5       | 21,20   | 2/31    | 0       | 0       |
| James Faulkner   | Australien | 4       | 28      | 5       | 24,60   | 3/38    | 0       | 0       |
| Mitchell Johnson | Australien | 4       | 34.3    | 5       | 28,20   | 2/21    | 0       | 0       |

| Twenty20s        | Twenty20s  | Twenty20s | Twenty20s | Twenty20s | Twenty20s | Twenty20s | Twenty20s | Twenty20s |
| Batting          | Batting    | Batting   | Batting   | Batting   | Batting   | Batting   | Batting   | Batting   |
| Spieler          | Mannschaft | Spiele    | Innings   | Runs      | Average   | HS        | 100s      | 50s       |
| ---------------- | ---------- | --------- | --------- | --------- | --------- | --------- | --------- | --------- |
| Aaron Finch      | Australien | 2         | 2         | 161       | 80,50     | 156       | 1         | 0         |
| Alex Hales       | England    | 2         | 2         | 102       | 51,00     | 94        | 0         | 1         |
| Joe Root         | England    | 2         | 2         | 91        |           | 90*       | 0         | 1         |
| Michael Lumb     | England    | 2         | 2         | 65        | 32,50     | 43        | 0         | 0         |
| David Warner     | Australien | 2         | 2         | 54        | 27,00     | 53        | 0         | 1         |
| Bowling          |            |           |           |           |           |           |           |           |
| Spieler          | Mannschaft | Spiele    | Overs     | Wickets   | Average   | BBI       | 5W        | 10W       |
| Jade Dernbach    | England    | 2         | 8         | 6         | 9,50      | 3/23      | 0         | 0         |
| Fawad Ahmed      | Australien | 2         | 8         | 3         | 22,66     | 3/25      | 0         | 0         |
| Danny Briggs     | England    | 2         | 7         | 3         | 25,33     | 2/25      | 0         | 0         |
| James Faulkner   | Australien | 2         | 8         | 3         | 25,33     | 2/37      | 0         | 0         |
| Josh Hazlewood   | Australien | 1         | 4         | 2         | 21,50     | 2/43      | 0         | 0         |
| Mitchell Johnson | Australien | 2         | 8         | 2         | 36,50     | 2/41      | 0         | 0         |
| Stuart Broad     | England    | 2         | 7         | 2         | 37,00     | 1/27      | 0         | 0         |
| Steven Finn      | England    | 2         | 8         | 2         | 37,50     | 1/30      | 0         | 0         |

## Player of the Series
Als Player of the Series wurden die folgenden Spieler ausgezeichnet.
| Serie | Player of the Series |
| ----- | -------------------- |
| Test  | Ian Bell Ryan Harris |
| ODI   | Michael Clarke       |

### Player of the Match
Als Player of the Match wurden die folgenden Spieler ausgezeichnet.
| Spiel   | Player of the Match |
| ------- | ------------------- |
| 1. Test | James Anderson      |
| 2. Test | Joe Root            |
| 3. Test | Michael Clarke      |
| 4. Test | Stuart Broad        |
| 5. Test | Shane Watson        |
| 1. T20  | Aaron Finch         |
| 2. T20  | Alex Hales          |
| 2. ODI  | Michael Clarke      |
| 4. ODI  | Jos Buttler         |
| 5. ODI  | Shane Watson        |